# Tim Mikelj
Tim Mikelj (né le 6 mai 1992 en Slovénie) est un coureur cycliste slovène.

## Palmarès sur route
- 2010
  - 2e du championnat de Slovénie sur route juniors
- 2012
  - Tour du Burgenland
- 2013
  - 1reb étape du Tour de Slovaquie
  - 2e du Tour de Slovaquie
  - 2e du Trophée de la ville de San Vendemiano

## Classements mondiaux
| Année           | 2011  | 2012 | 2013 |
| --------------- | ----- | ---- | ---- |
| UCI Europe Tour | 1148e |      | 193e |